# LPP (Unternehmen)

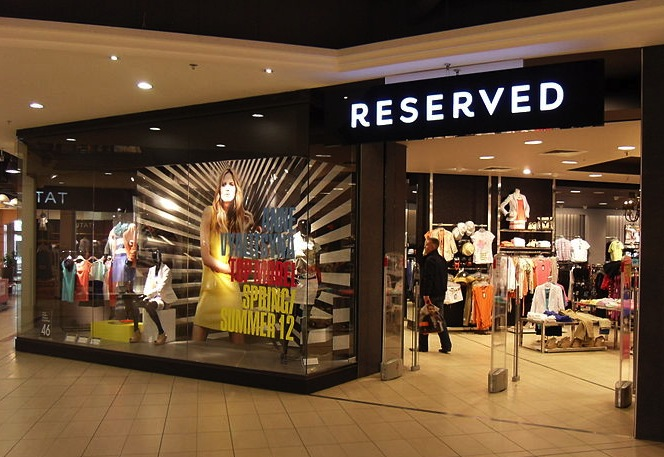
Reserved-Filiale in Danzig

LPP S.A. ist ein börsennotierter polnischer Bekleidungskonzern mit Sitz in Danzig. Das Unternehmen entwirft, produziert und vertreibt Bekleidung der Labels Reserved, Cropp, House, Mohito und Sinsay.:14–19
Das LPP-Verkaufsnetz besteht aus über 2.000 Geschäften mit einer Gesamtfläche von über 1,7 Mio. m². Die Gesellschaft beschäftigt derzeit nahe 30.000 Personen in ihren Büros, im Vertriebsnetz und in Geschäften in Polen und anderen Ländern in Europa, Asien und Afrika. Im Jahr 2022 erzielte die Firma Rekordergebnisse, indem sie fast 16 Mrd. PLN an Einnahmen und über 1 Mrd. PLN an Gewinnen erwirtschaftete.
Die Aktie des Unternehmens ist seit Mai 2001 an der Warschauer Wertpapierbörse gelistet und in deren Leitindizes WIG20 und WIG30 enthalten; darüber hinaus auch im MSCI Poland.

## Geschichte

### 1991–2000 – Gründungsjahre
1991 gründeten Marek Piechocki und Jerzy Lubianiec ein unter Mistral Sp. z o. o. firmierendes Unternehmen, das sich mit dem Import von Kleidung aus Asien beschäftigte. Im Jahr 1995 wurde das Unternehmen in LPP umbenannt – der Name ist ein aus den Initialen der Gründernamen gebildetes Akronym (Lubianiec, Piechocki i Partnerzy, dt. Lubianiec, Piechocki und Partner). Aus dieser Zeit stammt auch die Idee, eine eigene Bekleidungsmarke zu etablieren und für diese ein eigenständiges Vertriebsnetz aufzubauen. 1997 wurde ein Büro in Shanghai eröffnet.
Die ersten Boutiquen der Marke Reserved wurden schließlich im Jahr 1998 eröffnet.

### 2001–2013 – Börsengang und Expansion nach Mittel- und Osteuropa
Im Jahr 2001 erfolgte der Börsengang von LPP an der Warschauer Wertpapierbörse.
In den Jahren 2002 und 2003 begann die internationale Expansion des Unternehmens nach Mittel- und Osteuropa – erste Reserved-Geschäfte in Estland, Tschechien, Russland, Ungarn, Lettland, Litauen, der Ukraine und der Slowakei wurden eröffnet.:46
Im Jahr 2004 wurde die Marke Cropp eingeführt:40 und ein erstes Geschäft in Polen eröffnet; im Jahr 2005 folgte die Damenunterwäsche-Marke Esotiq – letztere wurde im Jahr 2011 aus dem LPP-Konzern ausgegliedert und gehört seither zum eigenständigen Unternehmen Esotiq & Henderson.
In den folgenden Jahren wurde Cropp in Estland, der Slowakei und Lettland (2005) sowie in Litauen, Russland und der Tschechischen Republik (2006) eingeführt. Ein weiterer Ausbau der Marke erfolgte in den Jahren 2007 und 2008 auf dem rumänischen und bulgarischen Markt; 2008 erfolgte zudem die Inbetriebnahme eines Distributionszentrums in Pruszcz Gdański.
Mit der Übernahme des Wettbewerbers Artman S.A. im Jahr 2008 erweiterte das Unternehmen sein Markenportfolio um die Labels House und Mohito. und wurde damit zum größten Bekleidungs-Einzelhändler in Polen.
Im selben Jahr wurde die internationale Präsenz ausgebaut: Erste Filialen in Rumänien und Bulgarien wurden eröffnet.
Im Jahr 2013 wurde die Marke Sinsay eingeführt; die ersten Boutiquen wurden am 1. März eröffnet.

### 2014–2019
Im Jahr 2014 expandierte das Unternehmen nach Deutschland (Reserved) und Kroatien (alle LPP-Marken); 2015 folgte mit der Expansion nach Ägypten, Katar, Kuwait und Saudi-Arabien der Eintritt in die ersten außereuropäischen Märkte.:19 Im gleichen Jahr wurde die LPP-Aktie in den Leitindex WIG 20 der Warschauer Wertpapierbörse aufgenommen.
Im Jahr 2016 wurde die Marke Tallinder lanciert, mit der das Unternehmen eine Präsenz im Premium-Segment aufzubauen versuchte und das erste Geschäft wurde in Danzig eröffnet. Die Marke wurde jedoch bereits im Folgejahr wieder liquidiert und alle acht Filialgeschäfte sowie der Onlineshop mit dem Auslaufen der Herbst-/Winter-Kollektion im Februar 2017 geschlossen.
Seit 2016 baute der Konzern zudem auch seine internationale Präsenz weiter aus: 2016 erfolgte der Markteintritt in den Vereinigten Arabischen Emiraten und 2017 in Belarus, Serbien und mit dem ersten Reserved-Store in der Oxford Street in London auch im Vereinigten Königreich.
Im selben Jahr wurde der Geschäftsbetrieb in Saudi-Arabien wieder eingestellt.:19
Im Jahr 2018 folgte die Expansion nach Kasachstan, Israel und Slowenien; 2019 wurden die ersten Ladengeschäfte in Bosnien und Herzegowina und Finnland eröffnet.

### Seit 2020
Im Jahr 2020, durchlief die Gesellschaft in Antwort auf die Beschränkungen im stationären Handel durch die COVID-19-Pandemie eine beschleunigte digitale Transformation. Als sich die Marktsituation im Jahr darauf beruhigte, kehrte LPP zur Politik der Auslandsexpansion zurück und verstärkte seine Position in Südosteuropa, indem es erste Filialen seiner Marken in Nordmazedonien eröffnete. Zwei Jahre später traf LPP infolge des russischen Angriffs auf die Ukraine die Entscheidung, seine Geschäftstätigkeit auf dem Gebiet Russlands einzustellen und diese Tochtergesellschaft an ein chinesisches Konsortium zu verkaufen. Durch den Verlust des zweitgrößten Marktes, nahm die Firma eine neue Entwicklungsstrategie an, die eine weitere Expansion in Mittel-, Süd- und Westeuropa sowie die Erhöhung des Verkaufsvolumens über E-Commerce-Kanäle vorsieht. Im Jahr 2022 eröffnete LPP stationäre Läden von Sinsay in Italien, und Anfang des nächsten Jahres in Griechenland. Im Herbst 2023 debütierte die Marke Reserved in Mailand und eröffnete weitere Stores in London.

## Geschäfte und Vertriebszentren
LPP verfügt über ein Vertriebsnetzwerk in 27 Ländern, das insgesamt über 2.000 Geschäfte von fünf Bekleidungsmarken umfasst. Alle Logistikprozesse werden durch das Logistikunternehmen LPP Logistics, das zur LPP-Gruppe gehört, konzipiert und verwaltet.
Im Jahr 2017 eröffnete LPP ein neues Distributionszentrum im SEGRO Logistics Park Stryków in der Nähe von Łódź, aus dem die E-Commerce-Märkte mit den Marken Reserved, Mohito und Sinsay bedient werden. Als Betreiber der Anlage fungiert Arvato. Parallel dazu eröffnete LPP ein ähnliches Zentrum in der Nähe von Moskau.
Aufgrund der weiteren Entwicklung des Distributionsnetzwerks und des E-Commerce traf das Unternehmen 2018 die Entscheidung, ein Distributionszentrum in Brześć Kujawski zu errichten und ein Lager in Rumänien zu eröffnen. Ein Jahr später unterzeichnete das Unternehmen auch einen Vertrag über die Anmietung von Lagerflächen in der Slowakei. Ein weiterer Bedarf nach einem Ausbau der logistischen Einrichtungen führte im Jahr 2022 zur Eröffnung weiterer Fulfillment Centers in Pruszcz Gdański und im Karpatenvorland. Im gleichen Zeitraum nahm das zweite Vertriebszentrum der Gruppe – CD Brześć Kujawski – den Betrieb auf. Ende 2022 betrug die Gesamtlagerfläche aller durch LPP Logistics betreuten Standorte über 400.000 m².

## Produktion
LPP unterhält keine eigenen Fabriken; die Fertigung erfolgt vollständig durch Auftragshersteller.
Seit 1997 betreibt das Unternehmen eine Niederlassung in Shanghai und seit 2015 auch in der Hauptstadt Bangladeschs, Dhaka. Diese Vertretungen übernehmen konzernintern die Aufgaben Lieferantenakquise, Unterstützung, Koordination und Überwachung einzelner Produktionsschritte sowie die Qualitätskontrolle.
Nach dem Einsturz der Rana-Plaza-Textilfabrik, einem Fabrikunfall mit über 1.100 Toten und mehr als 2.400 Verletzten wurde bekannt, dass auch im Auftrag von LPP Kleidung in der eingestürzten Fabrik gefertigt worden war.
Seither arbeitet LPP seit 2013 an der Einführung und Umsetzung von Standards zur Verbesserung der Sicherheit und der Arbeitsbedingungen in der Bekleidungsindustrie in Asien.
Seit 2014 gilt bei allen Lieferanten, die mit LPP zusammenarbeiten, ein Verhaltenskodex. Darin wird auf wesentliche Bestimmungen der Konvention der Internationalen Arbeitsorganisation sowie die Allgemeine Erklärung der Menschenrechte Bezug genommen und es werden Anforderungen an Lieferanten definiert, etwa hinsichtlich deren Vergütungspolitik, des Beschäftigungsverbots für Kinder, Freiwilligenarbeit, Vereinigungsfreiheit und Gesundheits- und Sicherheitsvorschriften.
Neben eigenen Kontrollen sollen regelmäßige Inspektionen des externen Prüfungskonzerns SGS die Einhaltung der im Verhaltenskodex definierten Regeln sicherstellen.
Darüber hinaus war LPP im Oktober 2013 das einzige polnische Bekleidungsunternehmen, das der ACCORD-Vereinbarung beigetreten ist, um die Sicherheit in Fabriken, die Bekleidung in Bangladesch herstellen, zu verbessern (Accord on Fire and Building Safety in Bangladesh). Durch die finanzielle Unterstützung der Unterzeichner wurden insgesamt über 1.600 asiatische Produktionsanlagen und Nähereien auditiert. In über 90 Prozent der Fabriken (Stand: Ende 2017) wurden Verbesserungsmaßnahmen umgesetzt. Im Rahmen des „Safety Committee Training“-Programms wurden bis Ende 2017 zudem 882 Schulungen durchgeführt, an denen insgesamt fast 1,2 Millionen Mitarbeiter teilnahmen.
Mit Transition ACCORD wurde im Jahr 2018 ein dreijähriges Nachfolgeprogramm etabliert, dessen Hauptziel darin besteht, die bengalische Regierung auf die Durchführung unabhängiger Inspektionen und Audits in Fabriken vorzubereiten und die weitere Umsetzung von Maßnahmen zur dauerhaften Verbesserung der Arbeitsbedingungen sicherzustellen. Auch LPP gehört zu den Unterzeichnern der Transition ACCORD-Vereinbarung.
Seit dem 1. September 2021 entstand anstelle der bisherigen Initiative ACCORD eine neue – unter dem Namen International Accord for Health and Safety in the Textile and Garment Industry (kurz: International Accord). Ihr Ziel ist die Fortführung und Ausweitung der gemeinsamen Anstrengungen der Vertragsunterzeichner, um in Zusammenarbeit mit den Gewerkschaften Sicherheit in Bekleidungsfabriken zu gewährleisten.
Im Jahr 2022 trat die Gesellschaft amfori BSCI bei, einem globalen Initiator von Aktivitäten für nachhaltige Produktion und nachhaltigen Handel. Durch die Mitgliedschaft in der Organisation kann LPP ethische, arbeitsrechtliche und ökologische Aspekte in kooperierenden Fabriken besser verifizieren und überwachen.
Ein Jahr später schloss sich LPP als einziges polnisches Unternehmen der Gruppe der Unterzeichner des Accord Pakistan-Abkommens (The Pakistan Accord on Health and Safety in the Textile and Garment Industry) an, dessen Ziel die Kontrolle der Arbeitsbedingungen und Sicherheit in Lieferketten von Lieferanten aus Pakistan ist.

## Aktie und Aktionärsstruktur
Das Unternehmen ist seit 2001 an der Warschauer Wertpapierbörse notiert. Der Emissionspreis am 16. Mai 2001 betrug 48,00 PLN.
Im Jahr 2014 wurde LPP in den WIG20-Index aufgenommen, der die 20 nach Marktkapitalisierung größten Unternehmen Polens abbildet.
Im selben Jahr wurde LPP in den MSCI-Poland-Index aufgenommen.
Das Grundkapital der Gesellschaft verteilt sich auf insgesamt 1.502.423 Inhaberaktien der Serien A und C bis L sowie 350.000 Namensaktien der Serie B zu einem Nennwert von je 2,00 PLN.:148f Die Namensaktien gewähren je 5 Stimmen auf der Hauptversammlung; die Inhaberaktien je eine Stimme.:149
| Anteilseigner                                             | Anzahl gehaltener Aktien | Anteil am Grundkapital | Stimmrechtsanteil |
| --------------------------------------------------------- | ------------------------ | ---------------------- | ----------------- |
| Marek Piechocki (über die Stiftung Fundacja Semper Simul) | 578.889                  | 31,2 %                 | 60,8 %            |
| Jerzy Lubianiec (über die Stiftung Fundacja Sky)          | 185.963                  | 10,0 %                 | 5,7 %             |
| Streubesitz                                               | 1.090.338                | 56,4 %                 | 33,5 %            |

## Kontroverse um Steuervermeidung 2014
Im Januar 2014 wurde bekannt, dass LPP kurz zuvor, sowie bereits im Jahr 2011 zur Steuervermeidung Markenrechte an Tochtergesellschaften in Zypern und den Vereinigten Arabischen Emiraten übertragen hatte.
Im Februar 2015 kündigte das Unternehmen an, die Markenrechte an die polnische Muttergesellschaft zurückübertragen zu wollen.
Einem Bericht des Finanzministeriums zufolge war LPP im Jahr 2018 der drittgrößte Körperschaftsteuer-Zahler unter den polnischen Handelsunternehmen.
| Jahr | Umsatz (Mrd. PLN) | Jahresüberschuss (Mio. PLN) | Körperschaftsteuer (Mio. zł) |
| ---- | ----------------- | --------------------------- | ---------------------------- |
| 2021 | 12                | 1959                        | 355,3                        |
| 2020 | 6,5               | 219                         | 41                           |
| 2019 | 8,2               | 850                         | 108                          |
| 2018 | 6,9               | 1.044                       | 144,8                        |
| 2017 | 6,1               | 536                         | 41                           |
| 2016 | 5,2               | 243                         | 6                            |
| 2015 | 4,8               | 419                         | 44                           |
| 2014 | 4,4               | 622                         | 86                           |
| 2013 | 3,8               | 542                         | 87                           |
| 2012 | 3                 | 393                         | 57                           |

## CSR- und Wohltätigkeitsaktivitäten
Seit ihrer Gründung engagiert sich LPP für bedürftige Menschen und lokale Gemeinschaften. Im Dezember 2017 gründete LPP zusätzlich die LPP-Stiftung. Ihr Ziel ist die Unterstützung von Menschen, die von sozialer Ausgrenzung bedroht sind, die Hilfe für Menschen in schwierigen Lebenssituationen sowie der Gesundheitsschutz.